# Otto Frello
Otto William Frello (født 6. april 1924 i Outrup ved Varde, død 24. marts 2015 København) var en dansk kunstmaler og illustrator.

## Biografi
Frello blev født og voksede op i landsbyen Outrup nordvest for Varde,  som søn af landmand Jens Christensen. Kunstnernavnet Frello stammede fra hans mors slægtsnavn Frellsen. Han var kendt i sognet som drengen, der altid tegnede; og hans far var god til at udsmykke gården med malede ornamenter på gavlene. Christensen var også kirkesanger med en klangfuld tenor, og på sin vis blev deres fars interesser fordelt mellem hans fire sønner, der blev henholdsvis landmand, præst, organist og tegner. Præsten døde som 36-årig i en trafikulykke i Pakistan, hvor han var missionær.
Efter skolegangen kom Otto Frello i lære som håndværksmaler i Billum. Han blev derefter malersvend i Esbjerg, hvor han under krigen kom med i modstandsbevægelsen: "Som så mange andre unge mænd, var jeg klar til at kæmpe for glæden ved at arve mit lands traditioner og historie." Han nøjedes dog med at indsamle våben, ikke bruge dem. I 1948 flyttede han til København, hvor han blev elev ved den private tegneskole Akademiet for fri og merkantil Kunst, hvor han raskt avancerede til underviser, og senere forstander og ejer af skolen. Da han forlod den, var den vokset til at have 500 elever. Han beherskede maleteknikken til fuldkommenhed, med dagligdagens virkelighed og overnaturlig fantasi. Fortid og nutid blandedes i genren trompe-l'æil.
I 1966 var Frello begyndt at lave foldefigurer i pap, og da han tilfældigt mødte en englænder, bad Frello ham om at præsentere figurerne på Kelloggs cornflakes' hovedkontor i London. Der fulgte et kortfattet telegram: "Kellogg's was interested" - efterfulgt af en ordre, der indbragte 40.000 kroner. Dermed havde Frello råd til at købe den 640 m2 store, fredede hjørneejendom Brolæggerstræde 2 i København, hvor han bosatte sig efter sit bryllup i 1966. Hans atelier lå i stuen, hvor gulvet var det oprindelige fra 1797 med en fordybning i gulvbrædderne, af Frello kaldt "generationskløften", fordi kvinderne sled fordybningen ned ved at gå frem og tilbage og servere maden for mændene, der sad ned og spiste. Køkkenet stod, som da det blev bygget i 1797, med åbent ildsted. Køkkendøren var flyttet på, efterhånden som den blev slidt; i Frellos tid var der aftryk efter fire. På femte sal fandtes et stjerneobservatorium, som amatørastronomen Torvald Køhl fik bygget i 1800-tallet, og Nationalmuseet hentede flere gange historisk gods i bygningen.
Otto Frello beskrev sin ungkarletid som lang og ensom, men så kom keramikeren Stence Petersen ind i hans liv. De giftede sig, da Frello var 42, og fik to sønner: Thomas, der blev videnskabsmand, og Simon, der blev fuldmægtig i økonomiministeriet, hvor han var med til at skrive ministerens taler. Simon døde brat under en fodboldkamp, kun 28 år gammel. Lægerne fandt intet forkert ved obduktionen, og Frello kaldte sin yngste søns død "mit livs største sorg".
Efter 16 år ved tegneskolen besluttede Frello at prøve noget andet. På opdrag af Politikens forlag illustrerede han håndbøger som Stilarternes historie, Klædedragter fra hele verden og Alverdens ædelsten. For at klare en rimelig timeløn, måtte han tegne rasende hurtigt, og dog med fotografisk nøjagtighed. Han gik så i gang med sit første alvorlige maleri, som hans kone opmuntrede ham til at sende ind til efterårsudstillingen, selv om næsten ingen i 1975 malede andet end abstrakt. Frello blev alligevel antaget. Han gjorde altid meget ud af, at tilskueren skulle føle, at man kunne gå ind i billedet. Ved et abstrakt maleri bliver publikum distanceret fra værket. "Men når man kommer hen til et af mine billeder, bliver man narret til at gå ind i det."

## Kunsten
Mange af hans finurlige billeder er permanent udstillet på Museum Frello i Varde, der hører under Vardemuseerne. På det tidligere Ravmuseet i Oksbøl fandtes billedet Ravskoven.
Frellos samlede maleriproduktion var den 22. marts til 27. april 2014 udstillet i Rundetaarn, København den 22. marts til 27. april 2014 og den 2. maj til 31. august 2014 på Varde Museum.
Otto Frello modtog The Eurocon 2004 Award. Den 2. juni 2014 blev Otto Frello udnævnt til æresborger i Varde. Lige vest for museet i Varde findes "Otto Frellos Plads", som ligger på det område, hvor Sct. Jacobi Skole tidligere lå. Her kan ses gavlmalerier malet af ham.
Blandt hans elever er kunstmaleren og bueskytten Lars Andersen.